# Jean-François Corty
Jean-François Corty est un médecin français né en 1971 à Agadir, au Maroc. Il est président de l’association Médecins du Monde depuis juin 2024.

## Biographie
Diplômé en médecine générale, Jean-François Corty a complété son parcours par une maîtrise de sciences politiques et un DEA d’anthropologie politique.  
Après des débuts en 1998 en tant que bénévole chez Médecins du Monde à Toulouse, c’est avec Médecins Sans Frontières qu’il part travailler sur le terrain, en Erythrée, au Libéria, en Afghanistan, au Niger ou encore en Iran. Il retrouve Médecins du Monde en 2009 et prend le poste de Directeur des opérations France puis celui de Directeur des opérations Internationales jusqu’en 2018.
En 2020, il s’implique dans la lutte contre l’épidémie de Covid-19 en étant coordinateur médical d’un centre covid pour personnes en situation de précarité de l’association Aurore et de la Ville de Paris et d’un centre de vaccination anti-covid.
En 2023, il devient vice-président de Médecins du Monde et s’engage alors particulièrement sur les questions de migrations et sur la situation humanitaire à Gaza.  
Il est élu président de Médecins du monde le 8 juin 2024 et succède à Florence Rigal à la tête de l’association,.
En parallèle de son engagement associatif, Jean-François Corty mène des recherches autour des enjeux humanitaires et des inégalités sanitaires, sociales et environnementales. Il enseigne à l'Institut d'Études Politiques de Toulouse et à l’Université Paris I. Depuis 2022, il est chercheur associé à l’IRIS (Institut de relations internationales et stratégiques).

## Filmographie
- Contrepoisons, un combat citoyen, avec Valéry Gaillard, 2024, Squawk films / France Télévisions[11].